# Zehneria parvifolia
Zehneria parvifolia är en gurkväxtart som först beskrevs av Célestin Alfred Cogniaux, och fick sitt nu gällande namn av James Henderson Ross. Zehneria parvifolia ingår i släktet Zehneria och familjen gurkväxter. Inga underarter finns listade i Catalogue of Life.